# Buzura fessa
Buzura fessa là một loài bướm đêm trong họ Geometridae.